# Paper Mario
 (juin 2019).
Si vous disposez d'ouvrages ou d'articles de référence ou si vous connaissez des sites web de qualité traitant du thème abordé ici, merci de compléter l'article en donnant les références utiles à sa vérifiabilité et en les liant à la section « Notes et références ».
Paper Mario est une série de jeux vidéo de RPG et de plate-formes de la franchise Mario développée par Intelligent Systems et éditée par Nintendo. Elle a débuté en 2000 avec le jeu éponyme sur Nintendo 64 et fait suite à Super Mario RPG: Legend of the Seven Stars sorti sur Super Nintendo en 1996.

## Univers
Les différents jeux prennent place dans le monde de Mario, le Royaume Champignon. Cependant, dans cette série, tout est fait en papier (personnages, décors, etc.).

## Système de combat
La série est de type RPG, combats au tour par tour, sauf dans l'épisode Wii, qui est un jeu de plateformes en 2D et 3D.
Le système de combat change à chaque opus.
- Dans Paper Mario, les combats se font au tour par tour en 2D.
- Dans La Porte Millénaire, le système est similaire à l'opus précédent, mais prend cette fois place dans un théâtre, où le public, en fonction des actions entreprises par le joueur, pourra jeter soi des objets bonus (comme des champignons ou des points étoiles), soi des objets malus (comme des cailloux ou des marteaux) afin de blesser Mario et ses compagnons.
- Dans Sticker Star, comme le titre l'indique, Mario pourra collecter divers stickers à travers le monde. Ces stickers sont à l'effigie des différentes attaques que Mario peut utiliser en combat (comme les bottes, les marteaux, les champignons, etc.).
- Dans Color Splash, c'est un système de cartes, qui comme dans l'opus précédent, sont à l'effigie des attaques que Mario peut exécuter.
- Dans The Origami King, les ennemis sont placées sur différents cercles, qu'il faudra aligner afin d'en toucher le plus possible en une seule fois.

## Jeux
| 2000 | Paper Mario (Nintendo 64)                           |
| 2001 |                                                     |
| 2002 |                                                     |
| 2003 |                                                     |
| 2004 | Paper Mario : La Porte Millénaire (GameCube)        |
| 2005 |                                                     |
| 2006 |                                                     |
| 2007 | Super Paper Mario (Wii)                             |
| 2008 |                                                     |
| 2009 |                                                     |
| 2010 |                                                     |
| 2011 |                                                     |
| 2012 | Paper Mario: Sticker Star (Nintendo 3DS)            |
| 2013 |                                                     |
| 2014 |                                                     |
| 2015 |                                                     |
| 2016 | Paper Mario: Color Splash (Wii U)                   |
| 2017 |                                                     |
| 2018 |                                                     |
| 2019 |                                                     |
| 2020 | Paper Mario: The Origami King (Nintendo Switch)     |
| 2021 |                                                     |
| 2022 |                                                     |
| 2023 |                                                     |
| 2024 | Paper Mario : La Porte Millénaire (Nintendo Switch) |

La série compte six épisodes :
- Paper Mario : sorti sur Nintendo 64 le 11 août 2000, il est le premier épisode de la série. Mario de papier devra libérer les sept esprits Étoiles, emprisonnées par Bowser de papier.
- Paper Mario : La Porte Millénaire : sorti sur GameCube le 22 juillet 2004. Dans cet épisode, Peach, envoie une carte aux trésors à Mario afin qu’il vienne la retrouver pour l’aider dans sa quête. Cependant, une fois arrivé à Port-Lacanaïe, Mario apprend que la princesse a disparu et la seule piste dont il dispose pour la retrouver est celle menant au trésor.
- Super Paper Mario : sorti sur Wii le 9 avril 2007. Une fois de plus, dans cet opus, la Princesse Peach a été enlevée, mais cette fois-ci, ce n'est pas Bowser, mais un autre antagoniste, le Comte Niark.
- Paper Mario: Sticker Star : est sorti sur Nintendo 3DS le 11 novembre 2012. Lors de la fête des stickers, Bowser vole la comète sticker, capable de réaliser les vœux.  Elle se divise en six parties, les stickers royaux. Cinq stickers royaux se dispersent à travers le Royaume Champignon. Mario devra les retrouver.
- Paper Mario: Color Splash : édité sur Wii U le 7 octobre 2016. Bowser et les Koopalings ont volé les Grandes Étoiles de couleur, privant ainsi le monde de leurs couleurs.
- Paper Mario: The Origami King : le sixième opus est sorti sur Nintendo Switch le 17 juillet 2020. Le roi Olly veux transformer tous les êtres de papier en origami. Mario s'associe avec Olivia, la sœur d'Olly, afin d'arrêter le roi.

Par ailleurs, le personnage Paper Mario apparaît en tant que personnage jouable dans Mario & Luigi: Paper Jam Bros., sorti sur Nintendo 3DS en 2015.

### Remake
- Paper Mario : La Porte Millénaire, remake avec des graphismes améliorés et une réorchestration des musiques sur Nintendo Switch le 23 mai 2024.